# 森川時久
森川 時久（もりかわ ときひさ、1929年（昭和4年）3月7日 - 2022年（令和4年）8月28日）は、日本の映画監督、テレビドラマ演出家。立教大学卒業。

## 経歴
立教大学卒業後、文化放送に就職。1959年にフジテレビのディレクターになり、社会派ドラマを多く手がける。1967年、人気ドラマ『若者たち』の劇場版で映画監督デビュー。その後はフリーランスとして活動した。
2022年8月28日、消化管出血のため死去。93歳没。

## テレビ作品

### 演出
| 放送年 | 作品名                                       | キー局           |
| ------ | -------------------------------------------- | ---------------- |
| 1961年 | 独身者の妻                                   | フジテレビ       |
| 1962年 | 別れて生きるときも                           | フジテレビ       |
| 1962年 | われら青春                                   | フジテレビ       |
| 1963年 | みんなが見ている                             | フジテレビ       |
| 1963年 | 夏                                           | フジテレビ       |
| 1964年 | 山本富士子アワー1 にごりえ                   | フジテレビ       |
| 1964年 | 山本富士子アワー3 夜の傾斜                   | フジテレビ       |
| 1964年 | 有馬稲子アワー 通夜の客                      | フジテレビ       |
| 1964年 | 加茂のおさ音                                 | フジテレビ       |
| 1965年 | 事件                                         | フジテレビ       |
| 1966年 | 若者たち                                     | フジテレビ       |
| 1967年 | 伏見の馬卒                                   | フジテレビ       |
| 1967年 | なかよし                                     | フジテレビ       |
| 1968年 | 見つめいたり                                 | フジテレビ       |
| 1970年 | 雪之丞変化                                   | フジテレビ       |
| 1972年 | 結婚の夜                                     | フジテレビ       |
| 1972年 | 木枯らし紋次郎 第２部                        | フジテレビ       |
| 1973年 | 恐怖劇場アンバランス 第6話「地方紙を買う女」 | フジテレビ       |
| 1974年 | 青葉繁れる                                   | フジテレビ       |
| 1974年 | かあさんの明日                               | フジテレビ       |
| 1976年 | 夫婦旅日記 さらば浪人                        | フジテレビ       |
| 1977年 | 蕁麻の家                                     | 東京12チャンネル |
| 1978年 | 八甲田山                                     | 毎日放送         |
| 1978年 | 偽せもの同志                                 | テレビ朝日       |
| 1978年 | 風雪の海峡                                   | フジテレビ       |
| 1979年 | 陽はまた昇る                                 | フジテレビ       |
| 1980年 | あゝ野麦峠                                   | TBSテレビ        |
| 1980年 | 哀しみは女だけに 1                           | 日本テレビ       |
| 1980年 | 愛の滑走路'81                                | TBSテレビ        |
| 1980年 | 新・哀しみは女だけに                         | 日本テレビ       |
| 1980年 | 海峡に女の唄がきこえる                       | 日本テレビ       |
| 1981年 | 女のがん病棟                                 | 日本テレビ       |
| 1981年 | まぼろしの初夜                               | 日本テレビ       |
| 1981年 | 赤ちゃん取り違え事件                         | テレビ朝日       |
| 1982年 | バックミラーの中の女                         | 日本テレビ       |
| 1983年 | 望郷・美しき妻の別れ                         | フジテレビ       |
| 1983年 | 悲しみの交通刑務所                           | テレビ朝日       |
| 1984年 | 女のがん病棟2                                | 日本テレビ       |
| 1984年 | 死刑執行四十八時間                           | 日本テレビ       |
| 1986年 | ああ哀しき女の故郷                           | 日本テレビ       |
| 1987年 | 男女交通刑務所                               | TBS              |

## 映画作品

### 監督
| 公開年 | 作品名                  |
| ------ | ----------------------- |
| 1967年 | 若者たち                |
| 1969年 | 若者はゆく -続若者たち- |
| 1970年 | 若者の旗                |
| 1975年 | わが青春のとき          |
| 1980年 | 翔べイカロスの翼        |
| 1985年 | きみが輝くとき          |
| 1987年 | 次郎物語                |
| 1988年 | 童謡物語                |
| 1995年 | 夏少女                  |
| 2000年 | アカシアの町            |
| 2005年 | ハルウララ              |
| 2006年 | 不撓不屈                |